# Svornjak
Svornjak ili zglobni zatik je spojni dio (element) valjkasta oblika koji se provuče kroz provrte dvaju ili više strojnih dijelova, i tako ih zglobno spoji. Kako bi spoj djelovao kao zglob, između svornjaka i stijenkâ provrta treba postojati određena zračnost, pa se svornjaci osiguravaju kako ne bi ispali. To se postiže umetanjem elastičnih žičanih prstenova u utore na krajevima svornjaka, rascjepkama umetnutima u provrte, uskočnicima (takozvani Seegerov prsten), oblikovanjem glave ili navoja na kraju svornjaka i drugim. Svornjaci se izvode kao puni ili kao elastični šuplji s uzdužnim procjepom, a spoj se prema potrebi podmazuje. Svornjak je po obliku sličan zatiku, kojim se ne ostvaruje kinematička veza, nego se samo spajaju strojni dijelovi.
Svornjak se upotrebljava za zglobno spajanje strojnih dijelova. Pri tome jedan dio može biti pokretljiv oko svornjaka, dok drugi miruje ili su oba dijela pokretljiva. Pokretljivi dio svornjaka mora biti uvijek podmazivan. Promjer svornjaka obično je izrađen s mjernom tolerancijom h11, dok je tolerancija provrta, s obzirom na propisanu zračnost, D9, D11, C11, B12 ili A11. Svornjaci za opću upotrebu prvenstveno se izrađuju od čelika za automate s tvrdoćom 125 do 245 HV, a za velika opterećenja upotrebljavaju se čelici za poboljšanje, te čelici za cementiranje i kaljenje.
Svornjaci su zaticima slični deblji strojni dijelovi, koji većinom služe za zglobno spajanje dijelova. Zato se postavlja nekoliko zahtjeva na spoj koji se izvodi s pomoću njih. Na prvom mjestu, da bi on mogao djelovati kao zglob, njegov svornjak i dio s provrtom moraju biti od prikladnog materijala, izrađeni s prikladnom točnošću. Provrti za te svornjake moraju biti kaljeni. U svakom slučaju stanovita zračnost između svornjaka i stijenki provrta neophodna je za ispravni rad zgloba, a zbog toga je potrebno osiguranje svornjaka od ispadanja. Osim toga zbog kliznog trenja u takvom spoju važno je i podmazivanje. Oblici svornjaka prilagođuju se tim zahtjevima, a na tim oblicima zasniva se i podjela. Obično se dijele na jednostavne pune, jednostavne pune s rupama ili urezima za osiguranje, pune s glavom i navojem te šuplje s prosjekom (elastični svornjaci).

## Vrste svornjaka
Oblici i dimenzije svornjaka su standardizirani. Glatki svornjaci standardizirani su prema DIN 1433, jeftini su i najviše se upotrebljavaju. Od ispadanja svornjaka osigurani su rascjepkom ili uskočnikom. Svornjaci s glavom standardizirani su prema DIN 1434, a upotrebljavaju se kada to zahtjeva dostupnost ugradnje. S jedne strane su od osnog pomaka osigurani glavom svornjaka, a s druge strane uskočnikom ili rascjepkom. Svornjaci s navojem standardizirani su prema DIN 1445, a upotrebljavaju se uglavnom kao osovine trkaćih bicikla i kolotura. S jedne strane su od osnog pomaka osigurani glavom svornjaka, a s druge strane maticom i podloškom.

### Jednostavni puni svornjaci
Jednostavni puni svornjaci slični su zaticima. Upotrebljavaju se u spojevima u kojima su s obje čelne strane ograničeni drugim dijelovima protiv ispadanja. Jednostavni puni svornjaci s rupama za osiguranje imaju rupe radi osiguranja ispadanja zatika. 

### Puni svornjaci s glavom
Za njihovo osiguranje od ispadanja s jedne strane služi glava, a s druge obično rupa za zatik.

### Puni svornjaci s glavom i navojem
Puni svornjaci s glavom i navojem svojim oblikom zapravo su dosjedni vijci, i samo obavljaju funkcije svornjaka. Služe za izvedbu točnih zglobnih spojeva i stezanje ključem, zbog čega imaju posebno oblikovanu glavu. 

### Šuplji svornjaci
Šuplji svornjaci upotrebljavaju se za spojeve u kojima je važno da budu lagani (na primjer za zglobove stapova kod eksplozivnih motora).

### Elastični svornjaci
Elastični svornjaci s uzdužnim pravocrtnim procjepom djeluju slično šupljim zaticima s procjepom. Upotreba im je vrlo raširena, naročito u zglobovima izloženim trešnji, promjenjivim ili udarnim opterećenjima. Još su kvalitetniji šuplji svornjaci s uzdužnim lomljenim procijepom, koji ih osigurava od uzdužne (aksijalne) deformacije. 

## Spojevi svornjacima i njihova osiguranja
Spojevi svornjacima su vrlo rašireni u strojarstvu, a načini njihovog osiguranja raznoliki. Jedan od najjednostavnijih načina osiguranja spoja svornjakom jest s pomoću elastičnog žičanog prstena koji se ulaže u plitki urez u provrtu, i|li se navlači na svornjak koji također ima urez u koji sjedne prsten.
Također vrlo jednostavno osiguranje spoja svornjakom je s pomoću rascjepke kao zatika. Moguće je osigurati svornjak pomoću uskočnika (Seegerov prsten). Ti se prstenovi obično izrađuju od opružnog čelika visoke kakvoće, a za posebne namjene od kositrene ili berilijeve bronce. Ugrađuju se s pomoću posebnih kliješta s kojima se rašire i navuku na svornjak, ili utisnu u provrt. Nakon što se puste, oni elastično sjednu u urez.
U slučajevima gdje je potrebno podmazivanje zgloba spojenog svornjakom, svornjak ima provrte i navoj za pričvršćivanje mazalice. 

### Slike
| |                                                                                  |                                                       |
| Osiguranje spoja svornjakom elastičnim žičanim prstenom: a) prsten za osiguranje, b) oblik kraja svornjaka, c) oblik provrta za svornjak. | Osiguranje spoja svornjakom: a) rascjepkom, b) uskočnikom (Seegerovim prstenom). | Osiguranje svornjaka unutar provrta pomoću uskočnika. |

|                                      |                     |                                        |
| Svornjak s provrtom za podmazivanje. | Svornjak na škopcu. | D-škopac sa svornjakom koji ima navoj. |